# De Beaumont–Bonelli–Bellacicco-hipogeum

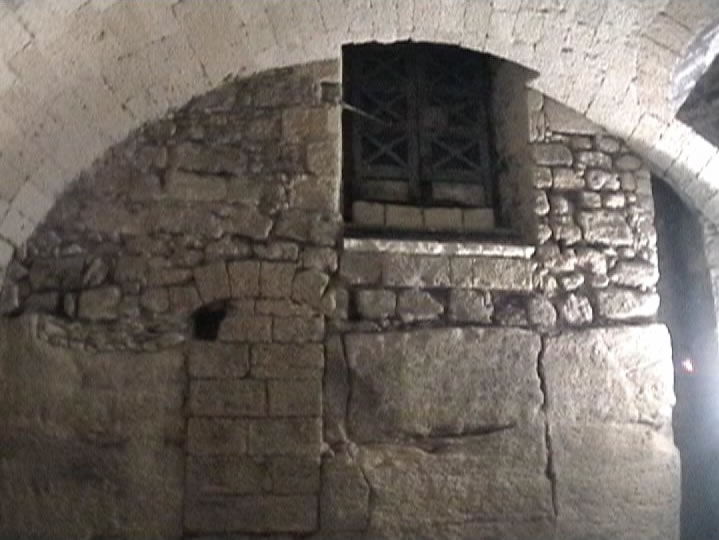
A hipogeum egyik kamrája

A De Beaumont–Bonelli–Bellacicco-hipogeum egy föld alatti, háromemeletes, 700 m² felületű sírkamra, melyet valószínűleg Taranto görög lakosai építettek, majd az évszázadok során fokozatosan kibővítettek. Nevét a felette lévő, a De Beaumont márkinő és férje, Bonelli herceg által épített palota után kapta. A jelenlegi tulajdonosa, Marcello Bellacicco által irányított restaurálási munkálatok során számos értékes freskót találtak a sírkamra falain.